# Centaurea longifimbriata
Centaurea longifimbriata — вид квіткових рослин айстрових (Asteraceae). Ендемік пд.-сх. Туреччини. Населяє сухі трав'янисті місцевості.